# Латыпова, Венера Зиннатовна
Венера Зиннатовна Латыпова (род. 1944) — советский и российский учёный-химик, педагог, доктор химических наук (1985), профессор (1989). Заслуженный профессор КГУ (2015). Член-корреспондент Академии наук Республики Татарстан (2007). Заслуженный деятель науки Республики Татарстан (1999)

## Биография
Родилась 30 ноября 1944 года в Казани.
С 1962 по 1967 год обучалась на химическом факультете Казанского университета, который окончила с отличием. С 1967 по 1970 год обучалась в аспирантуре и одновременно с 1970 по 1973 год работала в лаборатории структуры и реакционной способности органических соединений ИОФХ КФ АН СССР в должностях младший научный сотрудник и заместитель заведующего этой лаборатории, под руководством академика Б. А. Арбузова.
С 1973 года на педагогической работе в Казанском университете: с 1973 по 1989 год — старший научный сотрудник, старший преподаватель, доцент и профессор на кафедре физической химии. С 1989 по 1994 год — профессор кафедры охраны природы (с 1990 года — кафедра прикладной экологии) и заместитель декан  экологического факультета по научной работе. С 1991 по 2007 год — заведующая лаборатории химии окружающей среды (с 1996 года — экологического контроля), одновременно с 1994 по 2015 год — заведующая кафедрой  прикладной экологии, с 2015 года профессор этой кафедры и главный научный сотрудник Института проблем экологии и недропользования Академии наук Республики Татарстан.

## Научно-педагогическая деятельность
Основная научно-педагогическая деятельность Латыповой связана с вопросами в области биогеохимии природных систем в условиях внешних возмущений, экологического мониторинга и прикладной экологии. В. З. Латыпова является создателем нового научного направления в области природопользования и междисциплинарной экологии, были выявлены и описаны закономерности переноса вещества и энергии в водных экосистемах разного типа и закономерности избирательного поглощения микроэлементов в процессе их вовлечения в биогенную миграцию. В. З. Латыповой были созданы и обоснованы новые подходы и критерии к экологическому нормированию антропогенной нагрузки на наземные и водные экосистемы для защиты биологических систем.
В 1970 году В. З. Латыпова была утверждена в учёной степени кандидат химических наук по теме: «Механизмы электрохимических реакций дикарбонильных органических соединений», в 1985 году — доктор химических наук по теме: «Закономерности влияния химического строения и среды на элементарные стадии электроорганических реакций». В 1976 году приказом ВАК ей было присвоено учёное звание старший научный сотрудник, в 1982 году — доцент, в 1989 году — профессор, в 2004 году — главный научный сотрудник. В 2007 году она была избрана — член-корреспондентом Академии наук Республики Татарстан. В 2015 году ей было присвоено почётное звание — Заслуженный профессор КГУ.
В. З. Латыпова является автором более 440 научных работ, в том числе тринадцати  монографий и двенадцати авторских свидетельств на изобретения. Под руководством и при непосредственном участии  В. З. Латыповой было защищено более тридцати четырёх кандидатов и докторов наук. В 1999 году ей было присвоено учёное звание — Заслуженный деятель науки Республики Татарстан.